# 拉恩

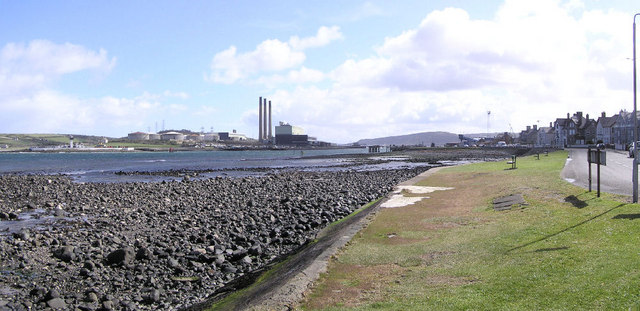
拉恩港口一景

拉恩（英語：Larne）為北愛爾蘭安特里姆郡的一個大鎮，同時也是拉恩區的首府，2001年普查人口12,228人。其已擁有超過1000年的海港歷史。

## 外部連結
- 拉恩鎮
- 拉恩的歷史
- Larne R.F.C. （页面存档备份，存于）